# Friedrich von Flatow
Friedrich Gustav von Flatow (* 29. November 1820 in Meseritz; † 9. September 1892 in Berlin) war ein preußischer General der Infanterie und Direktor der Kriegsakademie.

## Leben

### Herkunft
Er war der Sohn des Hauptmanns a. D. Friedrich August Wilhelm von Flatow (1786–1841) und dessen Ehefrau Anna Ernestine Henriette Friderike, geborene Möller (1792–1852).

### Militärkarriere
Flatow besuchte ab 1. Oktober 1833 das Realgymnasium seiner Heimatstadt und trat am 1. März 1838 als Musketier in das 18. Infanterie-Regiment der Preußischen Armee in Posen ein. Dort wurde er am 25. September 1838 zum Sekondeleutnant befördert. Flatow absolviert vom 1. Oktober 1844 bis zum 25. September 1847 die Allgemeine Kriegsschule, die er mit sehr gutem Erfolg abschloss. Im April/Mai des Folgejahres beteiligte er sich mit seinem Regiment an der Niederschlagung revolutionärer Unruhen in der Provinz Posen. Nach einer zweimonatigen Kommandierung zur Gewehrfabrik Sömmerda wurde Flatow am 7. November 1848 an die Kadettenanstalt Berlin versetzt und war hier bis zum 29. Juni 1859 als Lehrer tätig. Zwischenzeitlich bis zum Hauptmann befördert, kehrte er anschließend in sein Stammregiment zurück und erhielt als Chef das Kommando über die 10. Kompanie in Cottbus. Mit seiner Beförderung zum Major wurde Flatow am 5. Juli 1862 in den Generalstab des IV. Armee-Korps versetzt. Unter Stellung à la suite des Generalstabes der Armee folgte am 14. April 1863 seine Ernennung zum Direktor der Kriegsschule Potsdam.
Anlässlich des Krieges gegen Österreich wurde Flatow am 10. Juni 1866 zum Generalkommando Sachsen kommandiert und nahm an der Schlacht bei Königgrätz teil. Nach dem Friedensschluss kehrte er am 12. September 1866 auf seinen Posten als Direktor der Kriegsschule zurück, wurde am 20. September 1866 zum Oberstleutnant befördert und mit dem Kronenorden III. Klasse mit Schwertern ausgezeichnet. Daran schloss sich vom 12. Januar 1867 bis zum 10. Januar 1868 eine Verwendung als Direktor der Kriegsschule Kassel an. Anschließend war Flatow kurzzeitig Bataillonskommandeur im 6. Westfälischen Infanterie-Regiment Nr. 55, bevor er am 7. Juli 1868 mit der Führung des 3. Brandenburgischen Infanterie-Regiments Nr. 20 in Wittenberg  beauftragt wurde. Am 14. Juli 1868 folgte seine Ernennung zum Regimentskommandeur sowie am 23. Juli 1868 mit Patent vom 3. Juli 1868 die Beförderung zum Oberst. 
In dieser Stellung nahm Flatow während des Krieges gegen Frankreich 1870/71 an den Schlachten bei Spichern, Vionville, Gravelotte und der Belagerung von Metz teil. Nach der Verwundung des Kommandeurs der 11. Infanterie-Brigade, Louis von Rothmaler, übernahm Flatow die Führung dieser Brigade während der Schlacht bei Le Mans. Für sein energisches und umsichtiges Verhalten wurde er am 28. Februar 1871 mit dem Orden Pour le Mérite ausgezeichnet, nachdem Flatow im Kriegsverlauf bereits beide Klassen des Eisernen Kreuzes erhalten hatte. Am 3. Juli 1872 gab er das Regiment ab, wurde zu den Offizieren von der Armee überführt und nach Württemberg kommandiert. In Ulm erhielt Flatow das Kommando über die 53. Infanterie-Brigade und wurde am 22. März 1873 zum Generalmajor befördert. Unter Entbindung von diesem Kommando kehrte er am 15. Dezember 1877 mit seiner Ernennung zum Direktor der Kriegsakademie nach Preußen zurück. Der württembergische König Karl I. verlieh Flatow in nachmaliger Anerkennung das Großkreuz des Friedrichs-Ordens.
Am 11. Juni 1879 folgte seine Beförderung zum Generalleutnant. Zusätzlich fungierte Flatow 1880 auch als Schiedsrichter während der großen Manöver zwischen dem Gardekorps und dem III. Armee-Korps und war mehrfach Mitglied der Immendiatkommission. In Würdigung seiner Leistungen als Direktor erhielt Flatow das Großkreuz des Schwertorden, am 18. Januar 1885 den Roten Adlerorden I. Klasse mit Eichenlaub sowie das Großkreuz des Albrechts-Ordens. Unter Verleihung des Charakters als General der Infanterie wurde Flatow am 7. September 1886 mit der gesetzlichen Pension zur Disposition gestellt. Das Amt des Direktors der Kriegsakademie übergab er an Generalleutnant Arthur von Lattré. Von Flatow wurde feierlich verabschiedet und wechselte in den Ruhestand.
Seinen Lebensabend verbrachte er bis zum Ableben seiner Frau in Wiesbaden und später in Freiburg im Breisgau. Nach seinem Tod wurde er am 12. September 1892 auf dem Invalidenfriedhof in Berlin beigesetzt.

### Familie
Flatow hatte sich am 3. Februar 1848 in Berlin mit Charlotte Albertine Woltersdorff, verwitwete Boeckh (1816–1887) verheiratet. Sie war die Tochter des Pfarrers Friedrich Woltersdorff. Aus der Ehe gingen folgende Kinder hervor:
- Marie (* 2. August 1849 in Berlin)
- Friedrich Albert Hans (1852–1924), preußischer General der Infanterie
- Elisabeth (* 23. Februar 1854 in Berlin)